# Бартрамия
Бартрамия, или длиннохвостый песочник (лат. Bartramia longicauda) — птица семейства бекасовых. Вид назван в честь американского натуралиста Уильяма Бартрама (1739—1823).

## Описание
Длина тела составляет от 26 до 32 см, а вес — от 98 до 226 г. В сравнении с длиной тела голова выглядит маленькой. Прямой и тонкий клюв длиной с голову, его вершина слегка изогнута вниз. Глаза большие и тёмные. Лицо и горло светло-бежевого цвета без рисунка. Бока шеи и с тонкими пестринами коричневого цвета, на груди имеются каплеобразные пятна. Брюхо и подхвостье бледного кремового цвета. Спина и кроющие крыла коричневые с тёмными полосами и кремовыми вершинами пера. Хвост тёмно-коричневый с белой каймой.

## Распространение
Ареал вида простирается с северо-запада Аляски, Юкона и Британской Колумбии в южном направлении до Орегона и оттуда на Великие Равнины и Великие озёра до запада Вирджинии и Мэриленда. Регионы зимовки находятся в Южной Америке и простираются с юга Бразилии до юга Аргентины и Чили. Перелёт из областей гнездования начинается в августе-сентябре. Первые зимующие птицы прибывают в южноамериканские пампасы уже в конце сентября. Отстающие ещё наблюдаются в Северной Америке вплоть до ноября. Отлёт начинается с начала марта. Как правило, птицы достигают своей области гнездования в апреле и соответственно на севере области распространения в мае.
Бартрамия гнездится на низкотравных лугах, в прериях и на травянистых болотах. В период перелёта встречается также в саваннах и на открытых полях, а также на пампасах, аэродромах и площадках для игры в гольф.

## Образ жизни
Птицы активны днём и в сумерки. В поисках корма очень быстро бегают на короткие расстояния, резко останавливаясь и начиная клевать. Питание состоит, прежде всего, из насекомых. При этом саранча, сверчки и долгоносики, а также различные личинки жуков играют существенную роль. Кроме того, он питается пауками, улитками и дождевыми червями. Большую часть добычи птицы собирают на поверхности земли. 

## Размножение

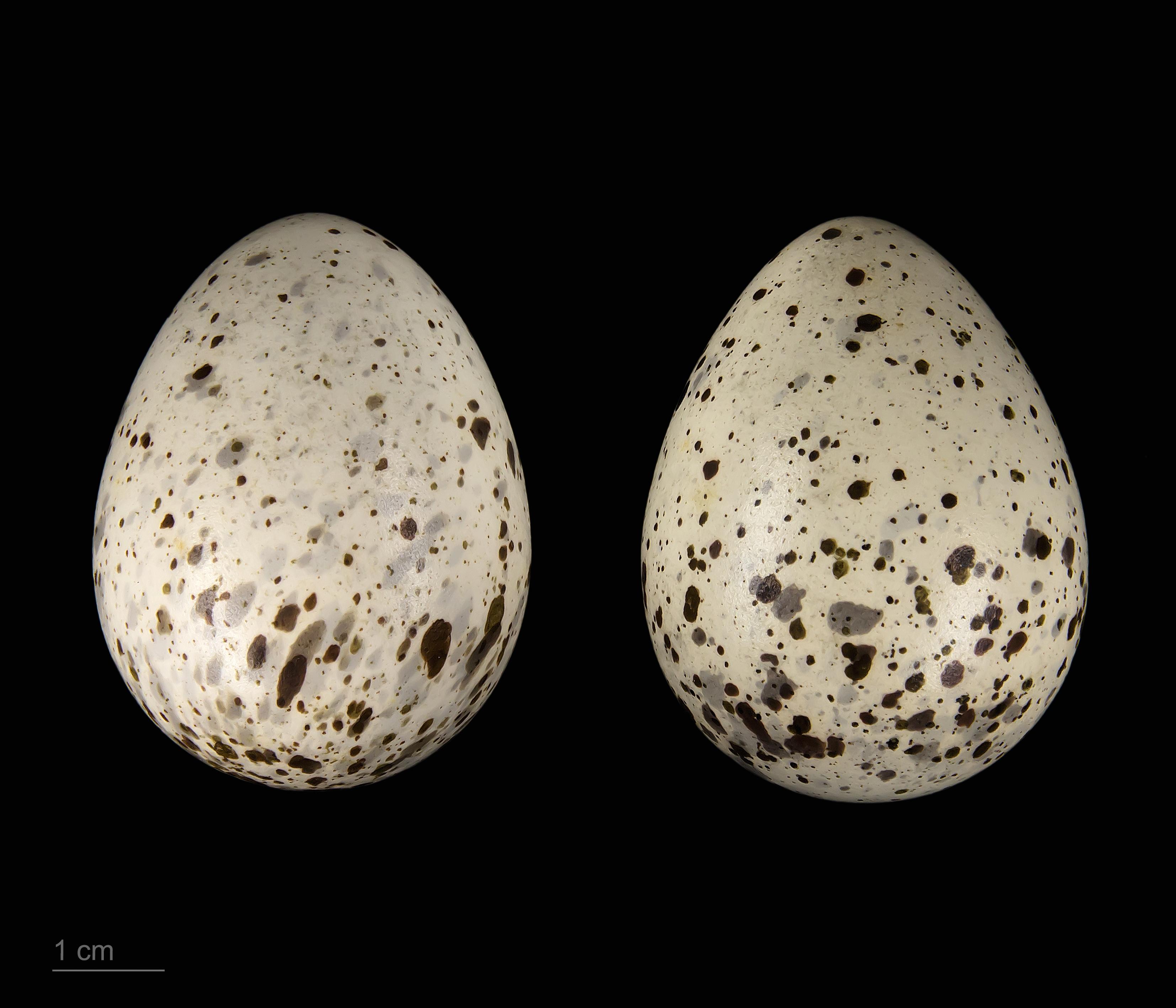
яйцо Bartramia longicauda - Тулузский музеум

Как правило, спаривание происходит до прилёта в регионы гнездования. Гнездо — это лунка на земле, выстланная сухим растительным материалом. В кладке, как правило, 4 яйца от кремового до розово-бежевого цвета. Инкубационный период составляет 24 дня, высиживают кладку обе родительских птицы. Молодые птицы остаются с родителями от 32 до 34 дней.